# FamilySearch
FamilySearch es el sitio web de una organización sin fines de lucro que ofrece registros, material educativo y software sobre genealogía. Es operado por La Iglesia de Jesucristo de los Santos de los Últimos Días, y está estrechamente conectado con el departamento de Historia Familiar de la iglesia. El Departamento de Historia Familiar fue establecido originalmente en 1894 por la Sociedad Genealógica de Utah (GSU) y es la organización de genealogía más grande en el mundo.
FamilySearch mantiene una colección de registros, recursos y  servicios diseñados para ayudar a las personas a aprender más sobre su historia familiar. A pesar de que requiere el registro de una cuenta del usuario, ofrece acceso libre a sus recursos y el servicio en línea en Familysearch.org. Además, FamilySearch ofrece asistencia personal en más de 5 100 centros de historia familiar en 140 países, incluyendo la Biblioteca de Historia Familiar en Salt Lake City, Utah.
La sección de Árbol Familiar permite agregar contenido y así contribuir a la base de datos genealógica. En marzo de 2023 albergaba 1 500 millones de árboles individuales y una base de datos de registros históricos que contiene más de 5 700 millones de imágenes digitales, incluyendo libros digitalizados, microfilmes digitalizados y otros registros digitales.

## Historia

### Sociedad genealógica de Utah
GSU, la predecesora de FamilySearch, fue fundada el 1 de noviembre de 1894. Su propósito era crear una biblioteca genealógica para ser utilizada por sus miembros y otras personas, para compartir información educativa sobre genealogía, y para recolectar registros genealógicos que pudieran usarse en ceremonias religiosas de los fallecidos. Fundada bajo la dirección de dirigentes la iglesia de LDS durante la primera presidencia Franklin, se nombró a D. Richards primer presidente.
La sociedad publicó la Revista Genealógica e Histórica de Utah desde 1910 hasta 1940.
En 1938 el GSU empezó a microfilmar registros genealógicos. En 1963, la colección de microfilmes se trasladó nuevamente a la Bóveda de Registros de Granito Montain para asegurar su preservación a largo plazo.
En 1975 la GSU se convirtió en el departamento de genealogía de la Iglesia de LDS y, más tarde, en el Departamento de Historia Familiar. En aquel momento, durante el mandato de Theodore M. Burton, el agente principal fue rebautizado como presidente ejecutivo.
En 2000, la Iglesia consolidó sus departamentos de Historia Familiar e Históricos Familiares y Departamento de Historia de la Iglesia, y Richard E. Turley Jr. se convertiría en el director y gestor del nuevo departamento y presidente del GSU. Más tarde se revirtió esta decisión y se separó el Departamento de Historia Familiar del Departamento de Historia de la Iglesia.
En 2008, el Vaticano emitió una declaración que condenaba la práctica del bautismo de fallecidos y ordenó a sus diócesis que no compartieran los registros parroquiales con la Iglesia de los Santos de los Últimos Días que trabajan en su búsqueda genealógica.

#### Presidentes de La Sociedad Genealógica de Utah
| Nombre                | Plazo     | Notas  |
| --------------------- | --------- | ------ |
| Franklin D. Richards  | 1894–1899 | [ 9 ]  |
| Anthon H. Lund        | 1900–1921 |        |
| Charles W. Penrose    | 1921–1925 |        |
| Anthony W. Ivins      | 1925–1934 |        |
| Joseph Fielding Smith | 1934–1961 |        |
| Junius Jackson        | 1961–1962 |        |
| N. Eldon Tanner       | 1963      |        |
| Howard W. Hunter      | 1964–1972 |        |
| Theodore M. Burton    | 1972–1978 |        |
| J. Thomas Fyans       | 1978      |        |
| Royden G. Derrick     | 1979–1984 |        |
| Richard G. Scott      | 1984–1988 |        |
| J. Richard Clarke     | 1988–1993 |        |
| Monte J. Brough       | 1993–2000 |        |
| Richard E. Turley Jr. | 2000–2008 | [ 14 ] |

### FamilySearch
En 1998, la GSU comenzó a crear imágenes digitales de registros y aproximadamente en agosto de 1998 los líderes de la Iglesia LDS tomaron la decisión de crear un sitio web genealógico. En mayo de 1999, el sitio web se abrió al público por primera vez como FamilySearch. La versión beta, lanzada el 1 de abril, se desconectó casi de inmediato, sobrecargada debido a su gran popularidad. Solo unos días después del lanzamiento oficial, el sitio web había recibido aproximadamente 100 millones de visitas. Para manejar la carga, los visitantes del sitio solo tenían acceso al sitio durante 15 minutos a la vez. En noviembre de 1999, se agregaron 240 millones de nombres, lo que elevaba el número total de entradas a 640 millones.
En 2009, la Iglesia SUD lanzó un árbol colaborativo conocido como "New FamilySearch". Fue el precursor del actual "FamilySearch Family Tree" y solo estaba disponible para los miembros de la iglesia. El sistema fue un intento de combinar múltiples envíos genealógicos a las bases de datos de FamilySearch en un solo árbol, pero no permitía a los usuarios editar información que no habían enviado. También fue difícil agregar fuentes a individuos en el árbol o determinar cuál era la información correcta entre múltiples presentaciones. En abril de 2011 se habían establecido planes para rediseñar la base de datos en una plataforma más colaborativa.
En 2011, se hizo una importante redefinición del sitio web FamilySearch para permitir la búsqueda en múltiples bases de datos a la vez.
El 16 de noviembre de 2012 se anunció que la nueva base de datos de FamilySearch estaría disponible para todos los usuarios de New FamilySearch, y que la base de datos de New FamilySearch se eliminaría. El 5 de marzo de 2013 se anunció que Family Tree ahora estaría disponible para todos, fueran o no miembros de la Iglesia LDS. El 16 de abril de 2013 FamilySearch renovó por completo el diseño del sitio en general, con nuevas funciones y una combinación de colores modificada. Entre las nuevas características se incluye un diagrama de abanico interactivo, algunas capacidades de impresión y  la posibilidad de agregar fotos al árbol genealógico.
En febrero de 2014, FamilySearch anunció su asociación con Ancestry.com, findmypast y MyHeritage, lo que significa compartir sus bases de datos con esas empresas y la suscripción gratuita de los miembros de la Iglesia LDS a dichas empresas. También tienen una relación permanente con BillionGraves, que permite obtener imágenes fotografiadas e indexadas de las tumbas y vincularlas a personas de un árbol genealógico.
A fines de 2015, FamilyTree tenía 1 100 millones de personas agregadas por 2 millones 470 mil contribuyentes.
En agosto de 2017, FamilySearch suspendió la distribución de microfilmes físicos a sus centros de historia familiar debido a la disponibilidad a gran escala de imágenes digitales de esas películas y la digitalización planificada de las películas restantes.
En mayo de 2018, FamilySearch agregó y digitalizó su registro número 2 mil millones.
En septiembre de 2020, FamilySearch anunció que ahora incluye 8 mil millones de nombres, 3 200 millones de imágenes digitales y 490 000 libros digitales, con más de un millón de registros nuevos cada día. En los últimos diez años se agregaron 7 mil millones de nombres de casi todos los países.

## Actividades

### RootsTech
Desde 2011, FamilySearch International ha organizado una conferencia anual de tecnología e historia familiar llamada RootsTech, que se lleva a cabo anualmente en el Centro de Convenciones Salt Palace, Salt Lake City, Utah. A la conferencia asisten genealogistas, desarrolladores de tecnología y miembros de la Iglesia SUD. En 2014 asistieron casi 13 000 personas. A partir de 2020, es la conferencia de historia familiar y tecnología más grande del mundo. Este evento se llevaba a cabo anteriormente en tres conferencias: la Conferencia sobre genealogía e historia familiar computarizada, el Taller de tecnología de historia familiar y la Conferencia de desarrolladores de FamilySearch. A lo largo de los años, RootsTech ha dado la bienvenida a una serie de celebridades, personalidades de la televisión y actores como oradores principales.

## Sitio web
El servicio principal del sitio web de FamilySearch es ofrecer acceso a imágenes digitales e índices de registros genealógicos. Estas imágenes se pueden buscar en diferentes bases de datos. Si bien el acceso a los registros es gratuito, algunos registros tienen acceso restringido y solo pueden verse en un Centro de historia familiar, una biblioteca afiliada o por miembros de la Iglesia de LDS. FamilySearch.org también contiene el catálogo de la Biblioteca de Historia Familiar en Salt Lake City, Utah. La biblioteca tiene registros genealógicos de más de 110 países, territorios y posesiones, incluidos más de 2 400 millones de rollos de registros genealógicos microfilmados; 742 000 microfichas; 490 000 libros, publicaciones seriadas y otros formatos; y 4 500 publicaciones periódicas.

### FamilySearch Árbol familiar
FamilySearch FamilyTree (FSFT) es un "árbol mundial" o una base de datos unificada que tiene como objetivo contener una entrada para cada persona registrada en los registros genealógicos. Todos los usuarios de FamilySearch pueden agregar personas, vincularlas a personas existentes o fusionar duplicados. También se pueden adjuntar fuentes, imágenes y archivos de audio a las personas del árbol.
Varias características específicas de la membresía de la Iglesia SUD facilitan la realización de sus ritos religiosos. Según un acuerdo con grupos judíos y para prevenir el abuso, la celebración de ritos religiosos SUD para víctimas del Holocausto o celebridades hace que se suspenda la cuenta hasta que el investigador demuestre una conexión familiar legítima con el sujeto de su búsqueda.FamilySearc permite que se ingresen matrimonios entre individuos de mismo sexo u otros tipos de uniones.

### Proyectos de indexación
Los índices de búsqueda de los registros en FamilySearch son creados por voluntarios del programa FamilySearch Indexing. Para garantizar una mayor precisión, cada lote de registros es indexado por un indexador y luego es verificado por un indexador más experimentado. Los voluntarios de indexación no necesitan ser miembros de la Iglesia SUD. FamilySearch está trabajando actualmente con sociedades genealógicas de todo el mundo para indexar proyectos locales.
A fines de 2010 se habían transcrito 548 millones de registros vitales y se habían puesto a disposición del público a través del sitio web de FamilySearch. En abril de 2013, FamilySearch Indexing completó su objetivo de ofrecer mil millones de registros indexados en línea.

### Educación
FamilySearch ofrece lecciones gratuitas en FamilySearch.org para ayudar a las personas a aprender cómo encontrar a sus antepasados. Los temas van desde la investigación básica hasta la formación sobre tipos de registros específicos y están diseñados tanto para principiantes como para investigadores experimentados. La mayoría de las clases provienen de consultores de investigación en la Biblioteca de Historia Familiar en Salt Lake City, pero FamilySearch también está colaborando con socios como la Biblioteca Pública del Continente Medio en Independence, Missouri, para registrar y publicar clases.
En 2007, se decidió iniciar un Wiki de investigación de historia familiar para ayudar a los usuarios de FamilySearch y a otras personas que investigan la genealogía y la historia familiar a encontrar y compartir información sobre fuentes de datos y consejos de investigación. La primera versión de la wiki se construyó sobre el producto de software de wiki de Plone, pero pronto se descubrió que el software de MediaWiki era mucho más adecuado, por lo que en enero de 2008 se trasladó a la plataforma MediaWiki. En los años intermedios, se implementó en otros idiomas y, en julio de 2014, estaba disponible en 11 idiomas Las wikis en otros idiomas se encuentran a través de enlaces en la parte inferior de la página de inicio de la wiki. La wiki en inglés tenía más de 79 500 artículos y más de 150 000 usuarios registrados en julio de 2014.
En 2009 se inició un sitio de foros, que creció para incluir una variedad de temas y categorías de temas. Algunas de las características adicionales incluían grupos sociales donde las personas podían discutir un apellido en particular u otro tema relacionado con la genealogía. También se presentaron temas de ayuda con discusiones relacionadas con New FamilySearch (new.familysearch.org), FamilySearch Indexing y algunos otros productos y características del sitio. Los foros nunca se vincularon desde la página de inicio, pero se pudo acceder a ellos en forums.familysearch.org. A partir del 31 de diciembre de 2012, los foros se cerraron, aunque siguen disponibles en formato de solo lectura. En 2018, FamilySearch lanzó un nuevo foro comunitario, llamado "Comunidad de FamilySearch".
Muchos usuarios de FamilySearch han creado comunidades y grupos de Facebook en un esfuerzo por responder las preguntas de investigación de genealogía de los miembros, ayudar en la traducción de documentos y otros recursos. Estas comunidades de investigación cubren la mayoría de los países del mundo, lo que permite a los miembros una ayuda constante con la investigación genealógica.
FamilySearch tiene dos aplicaciones móviles: FamilySearch Tree y FamilySearch Memories. Ambos son compatibles con iOS y Android y están disponibles en 10 idiomas diferentes. La aplicación FamilySearch Tree proporciona la mayoría de las funciones disponibles en el sitio web de FamilySearch cuando se explora el árbol genealógico. La aplicación FamilySearch Memories accede a las funciones de la sección "Recuerdos" del Árbol Familiar y permite a los usuarios grabar audios y cargar fotos directamente en el Árbol Familiar FamilySearch desde la aplicación móvil.

### Biblioteca de Historia familiar
FamilySearch opera la Biblioteca de Historia Familiar en Salt Lake City, Utah. La biblioteca fue inaugurada en 1985 como sucesora de bibliotecas anteriores administradas por la Sociedad Genealógica de Utah. La biblioteca está abierta al público y tiene una gran colección de materiales genealógicos internacionales, incluidos microfilmes, libros y materiales digitales. El catálogo de la biblioteca y muchos de sus materiales digitales se encuentran en el sitio web de FamilySearch.

### Bóveda de Registros de Granite Mountain
FamilySearch almacena copias de sus registros en una instalación seca y con ambiente controlado construida en Granite Mountain en Little Cottonwood Canyon, cerca de Salt Lake City, Utah. La instalación de almacenamiento se conoce como Granite Mountain Records Vault. La bóveda almacena más de 2 millones 400 mil rollos de microfilm y 1 millón de microfichas.

### Centros de Historia familiar
FamilySearch opera más de 5 100 centros de historia familiar en 140 países de todo el mundo. Los centros son sucursales de la Biblioteca de Historia Familiar, a menudo ubicados dentro de los edificios de la Iglesia SUD. Su propósito es ayudar a las personas con su genealogía y con los materiales y software genealógicos proporcionados por FamilySearch.